# Supercoupe de Lituanie de football
La Supercoupe de Lituanie est une compétition de football opposant le champion et le vainqueur de la coupe de Lituanie.
Jusqu'en 2015, le club effectuant le doublé Coupe-Championnat remporte d'office la Supercoupe.
Depuis 2016, ce club rencontre le vice-champion de Lituanie.

## Palmarès
| Année | Vainqueur              | Finaliste                                                        | Score                                                            | Lieu                                                             |
| ----- | ---------------------- | ---------------------------------------------------------------- | ---------------------------------------------------------------- | ---------------------------------------------------------------- |
| 1995  | Inkaras-Grifas Kaunas  | Non-disputée car le club a remporté le doublé Coupe-Championnat. | Non-disputée car le club a remporté le doublé Coupe-Championnat. | Non-disputée car le club a remporté le doublé Coupe-Championnat. |
| 1996  | Kareda Šiauliai        | Inkaras-Grifas Kaunas                                            | 2 – 1                                                            | Marijampolė                                                      |
| 1997  | Non disputée.          | Non disputée.                                                    | Non disputée.                                                    | Non disputée.                                                    |
| 1998  | Ekranas Panevėžys      | Kareda Šiauliai                                                  | 3 – 0                                                            | Kėdainiai                                                        |
| 1999  | Non disputée.          | Non disputée.                                                    | Non disputée.                                                    | Non disputée.                                                    |
| 2000  | Non disputée.          | Non disputée.                                                    | Non disputée.                                                    | Non disputée.                                                    |
| 2001  | Non disputée.          | Non disputée.                                                    | Non disputée.                                                    | Non disputée.                                                    |
| 2002  | FBK Kaunas             | Non-disputée car le club a remporté le doublé Coupe-Championnat. | Non-disputée car le club a remporté le doublé Coupe-Championnat. | Non-disputée car le club a remporté le doublé Coupe-Championnat. |
| 2003  | Žalgiris Vilnius       | FBK Kaunas                                                       | 2 – 1                                                            | Šiauliai                                                         |
| 2004  | FBK Kaunas (2)         | Non-disputée car le club a remporté le doublé Coupe-Championnat. | Non-disputée car le club a remporté le doublé Coupe-Championnat. | Non-disputée car le club a remporté le doublé Coupe-Championnat. |
| 2005  | Ekranas Panevėžys (2)  | FBK Kaunas                                                       | 2 – 1                                                            | Palanga                                                          |
| 2006  | FBK Kaunas (3)         | Sūduva Marijampolė                                               | 1 – 0                                                            | Marijampolė                                                      |
| 2007  | Non disputée.          | Non disputée.                                                    | Non disputée.                                                    | Non disputée.                                                    |
| 2008  | Non disputée.          | Non disputée.                                                    | Non disputée.                                                    | Non disputée.                                                    |
| 2009  | Sūduva Marijampolė     | Ekranas Panevėžys                                                | 0 - 0 ap (2 – 1 tab)                                             | Šiauliai                                                         |
| 2010  | Ekranas Panevėžys (3)  | Non-disputée car le club a remporté le doublé Coupe-Championnat. | Non-disputée car le club a remporté le doublé Coupe-Championnat. | Non-disputée car le club a remporté le doublé Coupe-Championnat. |
| 2011  | Ekranas Panevėžys (4)  | Non-disputée car le club a remporté le doublé Coupe-Championnat. | Non-disputée car le club a remporté le doublé Coupe-Championnat. | Non-disputée car le club a remporté le doublé Coupe-Championnat. |
| 2012  | Non disputée.          | Non disputée.                                                    | Non disputée.                                                    | Non disputée.                                                    |
| 2013  | Žalgiris Vilnius (2)   | Ekranas Panevėžys                                                | 1 - 0 ap                                                         | Marijampolė                                                      |
| 2014  | Žalgiris Vilnius (3)   | Non-disputée car le club a remporté le doublé Coupe-Championnat. | Non-disputée car le club a remporté le doublé Coupe-Championnat. | Non-disputée car le club a remporté le doublé Coupe-Championnat. |
| 2015  | Žalgiris Vilnius (4)   | Non-disputée car le club a remporté le doublé Coupe-Championnat. | Non-disputée car le club a remporté le doublé Coupe-Championnat. | Non-disputée car le club a remporté le doublé Coupe-Championnat. |
| 2016  | Žalgiris Vilnius (5)   | FK Trakai                                                        | 4 - 1 ap                                                         | Vilnius                                                          |
| 2017  | Žalgiris Vilnius (6)   | FK Trakai                                                        | 1 - 0                                                            | Vilnius                                                          |
| 2018  | Sūduva Marijampolė (2) | Stumbras Kaunas                                                  | 5 - 0                                                            | Marijampolė                                                      |
| 2019  | Sūduva Marijampolė (3) | Žalgiris Vilnius                                                 | 2 - 0                                                            | Marijampolė                                                      |
| 2020  | Žalgiris Vilnius (7)   | Sūduva Marijampolė                                               | 1 - 0                                                            | Vilnius                                                          |
| 2021  | FK Panevėžys           | Žalgiris Vilnius                                                 | 2 - 2 ap (3 – 2 tab)                                             | Vilnius                                                          |
| 2022  | Sūduva Marijampolė (4) | Žalgiris Vilnius                                                 | 0 - 0 ap (3 – 2 tab)                                             | Vilnius                                                          |
| 2023  | Žalgiris Vilnius (8)   | FK Kauno Žalgiris                                                | 1 - 1 (3 – 2 tab)                                                | Vilnius                                                          |
| 2024  | FK Panevėžys (2)       | FK TransINVEST                                                   | 0 - 0 (5 – 4 tab)                                                | Vilnius                                                          |
| 2025  | Žalgiris Vilnius (9)   | FK Banga                                                         | 2 - 2 (3 – 2 tab)                                                | Vilnius                                                          |